# Aelurostrongylus
Aelurostrongylus  is een geslacht van longwormen die behoren tot de familie Angiostrongylidae en de orde Strongylida. Deze orde bestaat uit een groot aantal soorten parasitaire rondwormen (Nematoden).
Over de indeling van de rondwormen is geen consensus, de hier gepresenteerde indeling komt uit de taxonomy browser.
- Geslacht Aelurostrongylus
  - Aelurostrongylus abstrusus  (longworm bij katten)